# Vang Su
Vang Su ( kínai írással: 王澍 Ürümcsi, 1963. november 4. –) kínai építész, a 2012-es Pritzker-díj díjazottja. Hangcsou városban élő és dolgozó építész. Munkásságának magas szakmai elismerése azt mutatja, hogy Kína a jövő építészetében egyre nagyobb szerepet tölt be.

## Élete
Apja zenész volt, aki alkalmanként asztalosmunkát is végzett. Édesanyja pedagógusként és könyvtárosként dolgozott. Tizenévesként sokszor utazott szülővárosa, Ürümcsi és anyja munkahelye, Peking között. A négynapos, 4000 kilométeres út során látott végtelen tájak nagy hatást gyakoroltak rá. A Nankingi Műszaki Egyetemen szerzett diplomát 1988-ban. A rá következő tíz évben szakmunkásként dolgozott, hogy valódi építkezésekről szerezzen tényleges építési tapasztalatokat. Fiatal építészként némi időbe tellett, hogy megbízást kapjon. Bár családja révén a fővároshoz kötődött, végül mégis a természetes környezetéről híres Hangcsouban telepedett le és kezdett el tervezéssel foglalkozni.

## Építészete

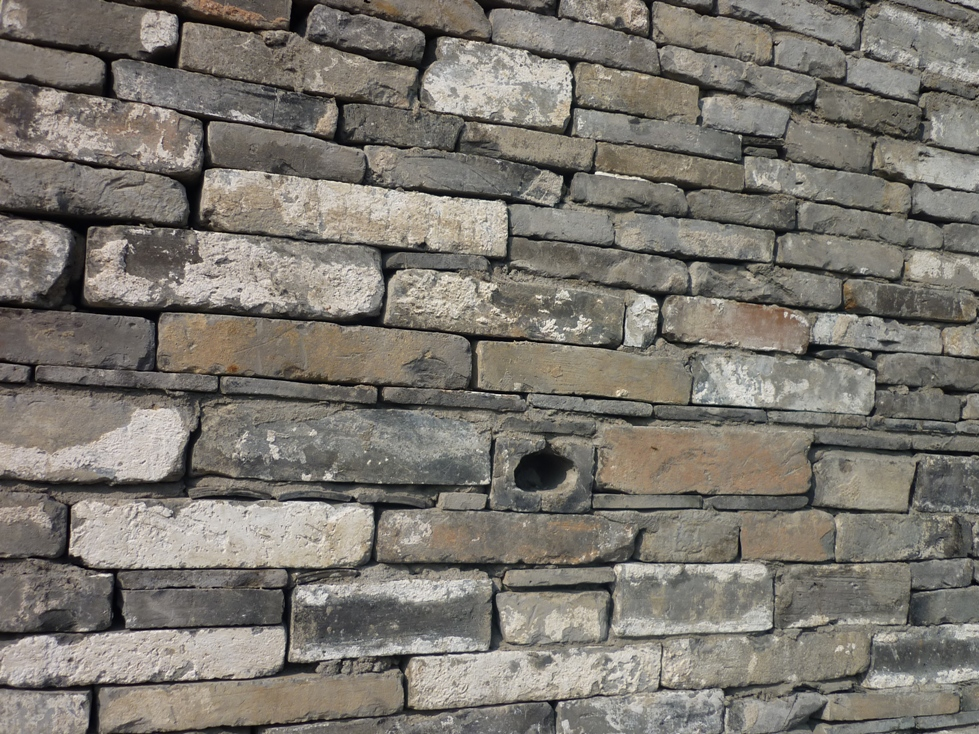
Ningpo Történeti Múzeum falrészlete

Hangcsouban feleségével, Lu Venjüvel 1997-ben építészirodát alapítottak, melynek az „Amatőr Építészstúdió” nevet adták. Ars poeticája: „épület helyett házat tervezek”. Az általa képviselt építészeti irányzat a tervezett épületekhez hétköznapi technológiákat alkalmaz és tradicionális anyagokat használ fel. Látványos és rá jellemző, hogy az épületeinél az újrahasznosított kő, színes tégla mellett nagy mennyiségben használ bambusznádat. A hagyományos felfogás, a gyakorlati tudáson alapuló építkezés és az intenzív kutatómunka egyedülálló kombinációjával ért el nagy sikereket.
Több nevezetes építkezés kötődik a nevéhez. Ő tervezte például a keleti-kínai Ningpóban működő Kortárs Művészeti Múzeum és a Történeti Múzeum épületeit, a kelet-kínai Szucsouban pedig a Vencseng Egyetemi Könyvtár egy részét.
Gyakran szerepel mint vendégelőadó külföldi egyetemeken. Megkapta 2010-ben az Erich-Schelling építészeti alapítvány díját, 2011-ben pedig a francia Építészeti Akadémia aranyérmét. 2012-ben második kínaiként megkapta a Pritzker-díjat, melyet az építészek a legmagasabb szakmai elismerésnek tartanak és „építészeti Nobel-díjnak” is neveznek. Az elismeréssel 100 ezer dolláros tiszteletdíj is jár.

## Alkotásai
- 2000 Vencseng Főiskola Könyvtára, Szucsou Egyetem
- 2005 Öt szétszórt ház, Ningpo
- 2005 Ningpo Kortárs Művészeti Múzeum, Ningpo
- 2006 Tiles garden, velencei biennálé
- 2006 Függőleges udvaros ház, Hangcsou
- 2006 Kerámia-ház, Jinhua
- 2007 Hsziangsani Kampusz, Kínai Művészeti Egyetem, Hangcsou
- 2008 Ningpo Történeti Múzeum, Ningpo
- 2009 Adéli Song dinasztia birodalmi útjának kiállítócsarnoka, Hangcsou
- 2010 Ningpo Tengtou Pavilon, sanghaji világkiállítás

## Képtár

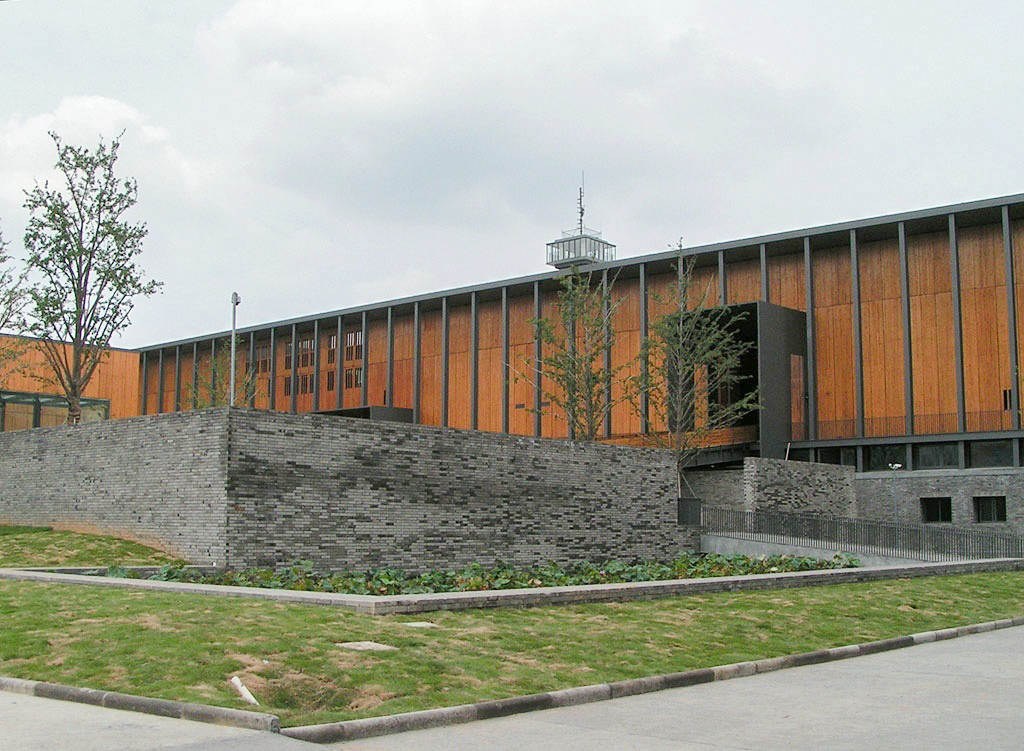
Ningpo Kortárs Művészeti Múzeum (2005)
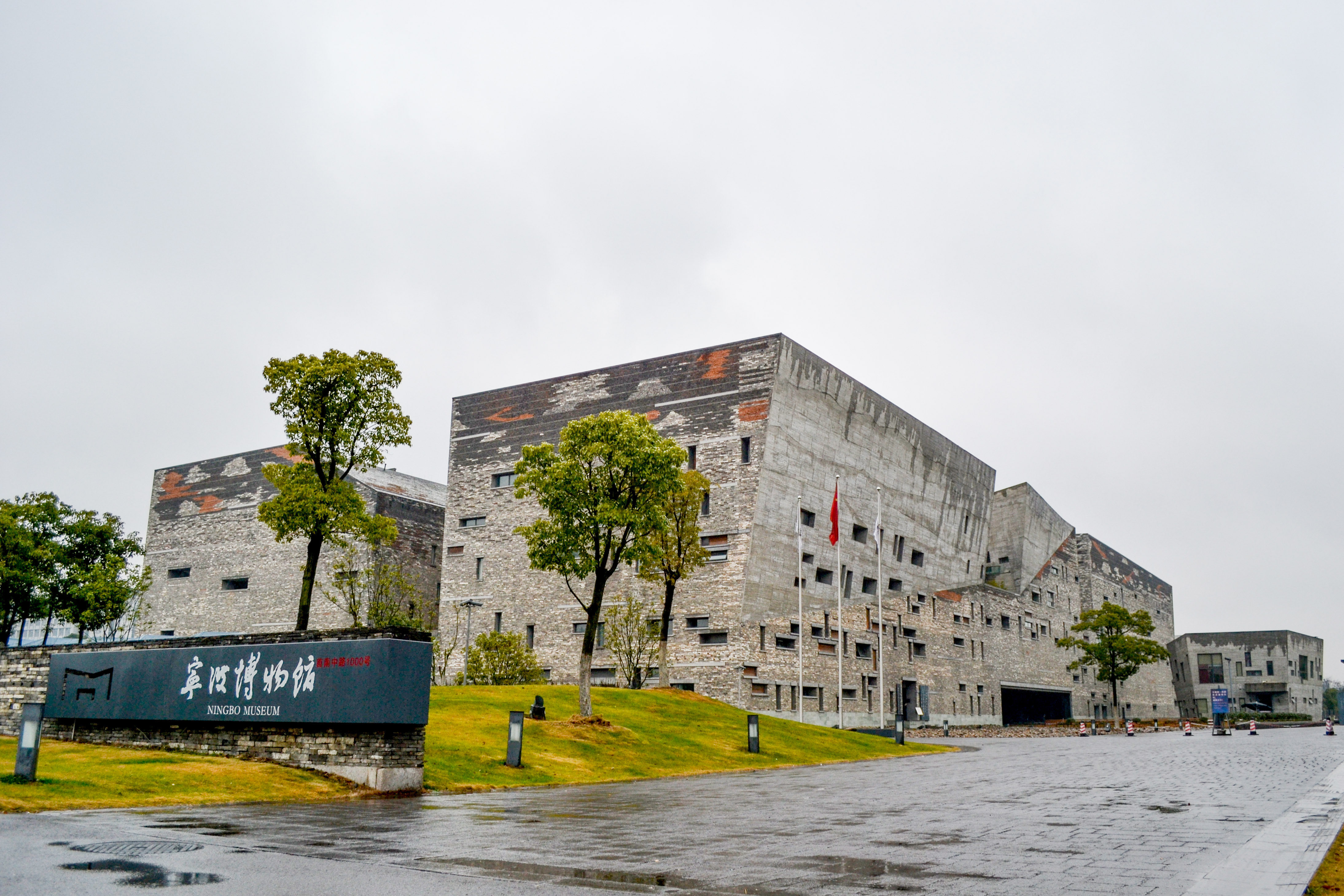
Ningpo Történeti Múzeum (2008)
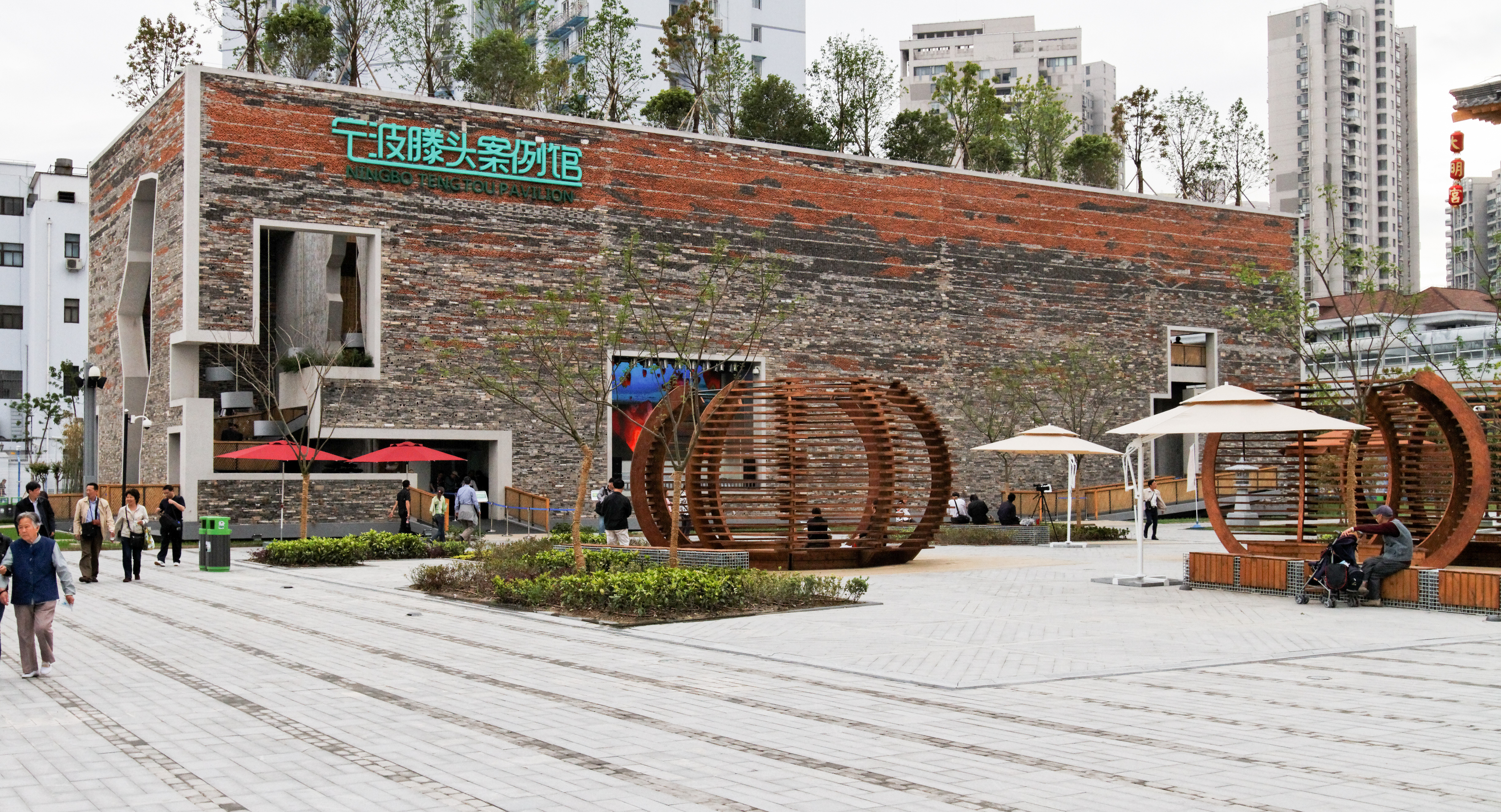
Ningpo Tengtou Pavilion, Sanghaj Expo (2010)
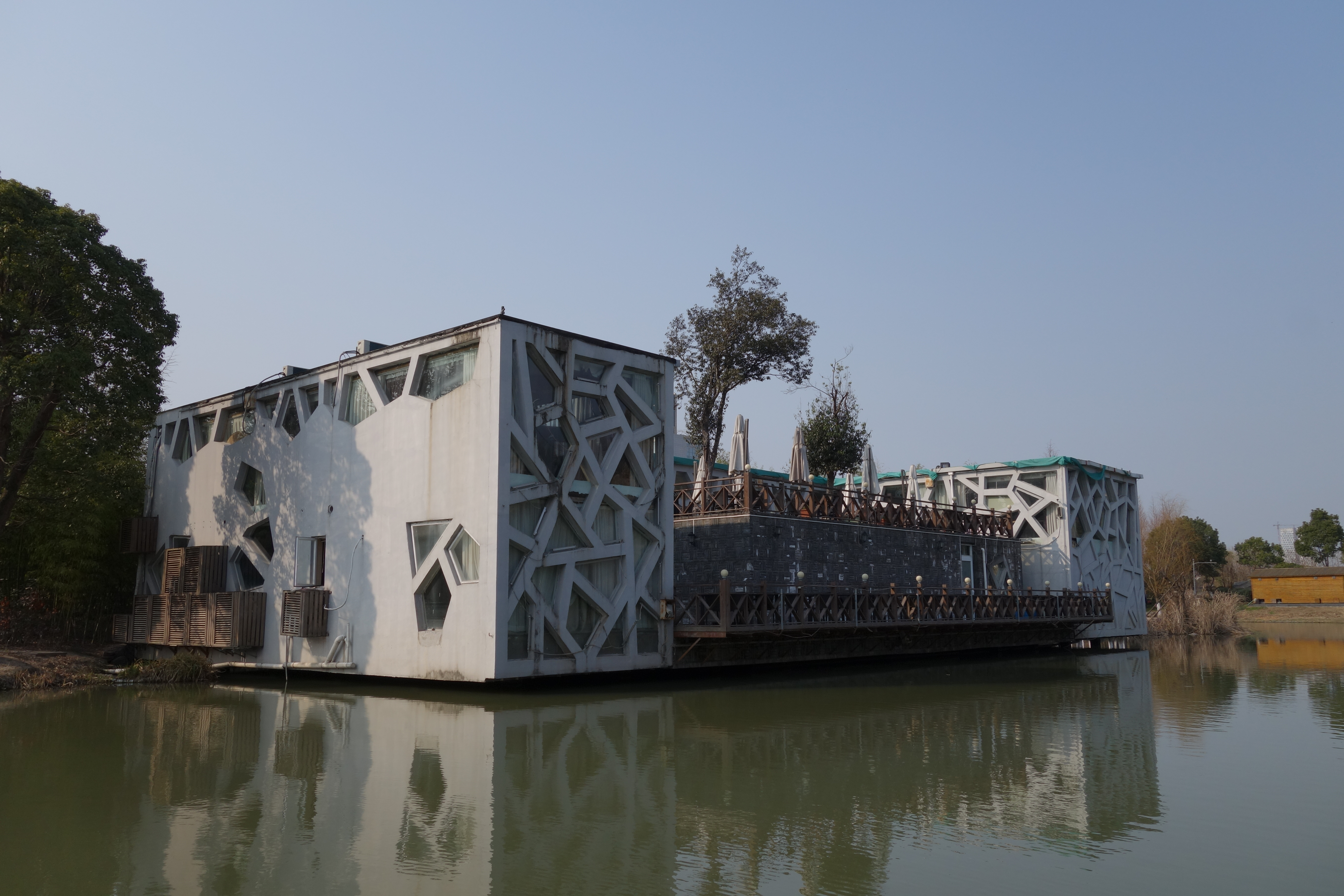
Öt szétszórt ház egyike Ningpo (2005)